# Économie des Seychelles
L'économie des Seychelles repose principalement sur le tourisme et la pêche et, en complément, sur des petites unités industrielles : la transformation de noix de coco, de cordes en fibre de coco, l'exploitation de la vanille, la construction de bateaux, l'impression, la fabrication de meubles et de boissons. Les autres produits agricoles sont la cannelle, les patates douces, le manioc (tapioca), les bananes, la volaille et le thon.
Le secteur public, comprenant le gouvernement et les entreprises publiques, domine l'économie en matière d'emploi et de revenu national brut, même si une contraction des effectifs a été opérée et si des actifs ont été revendus au privé.

## Histoire économique
Lorsque les Français peuplent les Seychelles en 1770, leurs plantations de coton, de canne à sucre, de riz et de maïs emploient de nombreux esclaves. Lorsque les Britanniques prennent le contrôle de l'île, ils laissent aux Français leurs possessions.
Après l'interdiction de l'esclavage par les Britanniques en 1835, l'afflux de travailleurs africains se poursuit, les navires de guerre britanniques capturant des embarcations des négriers arabes. Les esclaves libérés sont obligés de travailler dans les plantations comme apprentis sans salaire.
Dans les années 1960, environ 33 % de la population active travaille dans les plantations, et 20 % dans le secteur public ou le gouvernement.

## Avènement de l'industrie touristique

### Avènement de l'industrie touristique (1971)

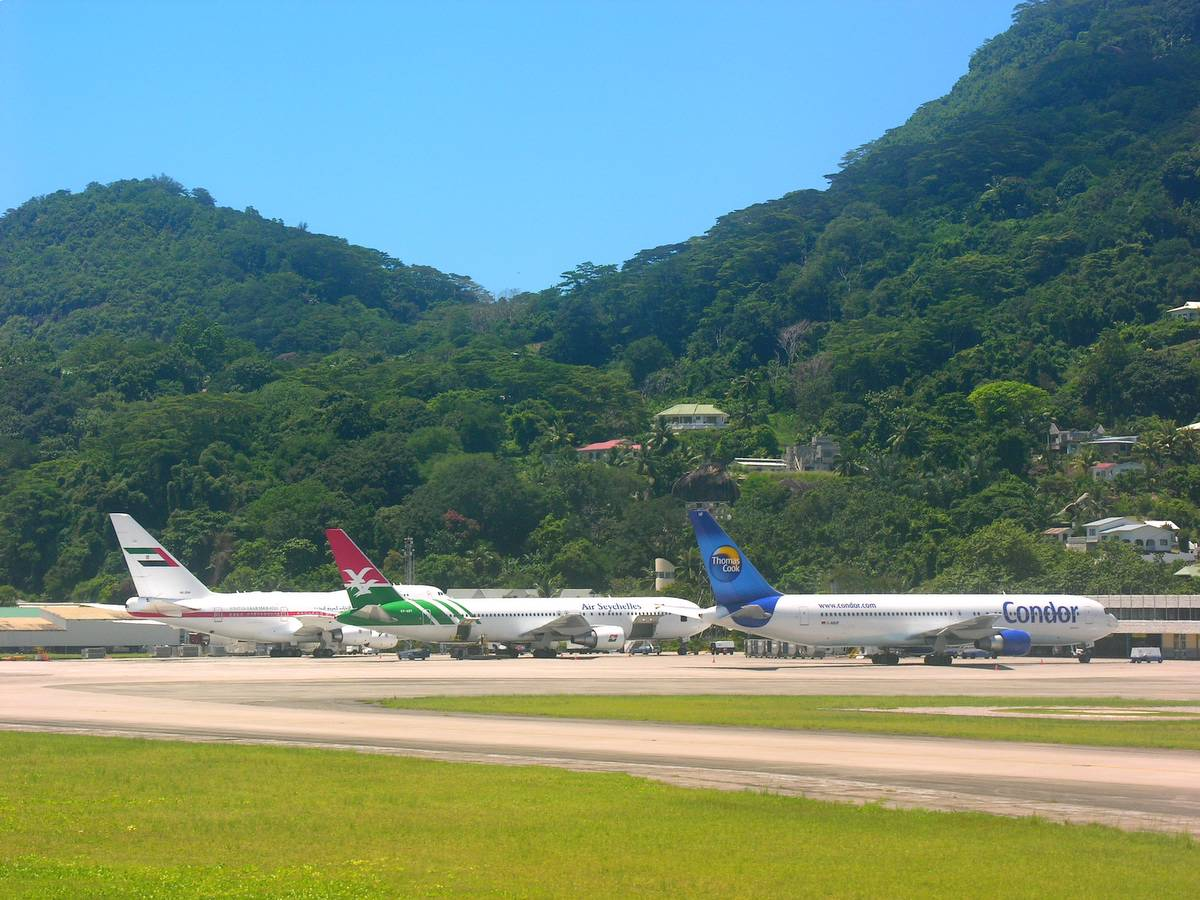
Avion à l'aéroport international des Seychelles.

Les plantations agricoles étaient la principale industrie des Seychelles jusqu'en 1971, lorsque  l'aéroport international ouvre. Du jour au lendemain, le tourisme s'impose comme une activité majeure. Ce secteur du tourisme est mieux payé que le travail en plantation. En 1976, l'ensemble des exportations seychelloises pèse pour moins de 18 millions de roupies alors que les recettes touristiques excédent déjà 140 millions de roupies. En 1977, l'archipel  accueille plus de cinquante mille touristes, alors que la population totale autochtone est de soixante-deux mille habitants.
Le secteur agricole diminue en importance, et le tourisme et la pêche deviennent les principales industries des Seychelles. Dans les années 1960, environ 33 % de la population active travaillaient dans les plantations, mais en 2006, cette part des emplois est devenue inférieure à 3 %. Les cultures d'exportation traditionnelles, telles que les écorces de  cannelle écorces et le coprah, deviennent d'un montant négligeable au début des années 1990.

## L'économie courante
Depuis l'indépendance des Seychelles en 1976, la production par habitant s'est accrue à environ sept fois l'ancien niveau, un niveau qui était  quasiment celui d'un économie de subsistance. Cette croissance s'explique par le secteur touristique, qui emploie environ 30 % de la population active et fournit plus de 70 % des revenus en devises, suivi de la pêche thonière. Ces dernières années, le gouvernement a encouragé les investissements étrangers afin de moderniser les hôtels et les autres services.
Dans le même temps, le gouvernement a pris des mesures pour réduire la dépendance par rapport au tourisme, en favorisant le développement de l'agriculture, de la  pêche, de la petite industrie manufacturière et, plus récemment, le secteur offshore. La vulnérabilité du secteur  touristique a été illustrée par la forte baisse en 1991-1992, principalement en raison de la Guerre du Golfe. Bien que l'industrie ait rebondi, le gouvernement reconnaît la nécessité de moderniser le secteur face à la concurrence internationale. D'autres problèmes auxquels doit faire face le gouvernement sont la réduction du déficit budgétaire et la privatisation des entreprises publiques.
Malgré les tentatives visant à améliorer sa base agricole et à mettre l'accent sur les produits fabriqués localement et les matières indigènes, les Seychelles importent 90 % de la nourriture qu'il consomme. Les exceptions sont certains fruits et légumes, le poisson, la volaille, le porc, la bière, les cigarettes, la peinture, et quelques articles fabriqués localement en plastique. Les importations de toutes sortes sont contrôlés par le Seychelles Marketing Board (SMB) ou Conseil de commercialisation des Seychelles, un organisme parapublic qui gère tous les grands supermarchés et est le distributeur et concédant de la plupart des autres importations.
Dans un effort pour accroître l'autosuffisance agricole, les Seychelles ont pris des mesures pour rendre le secteur plus productif et pour offrir des incitations aux agriculteurs. Une grande partie des actifs de l'État dans le secteur agricole ont été privatisés, le rôle du gouvernement se focalisant désormais davantage sur la recherche et l'évolution de l'infrastructure.

### Tourisme et pêche

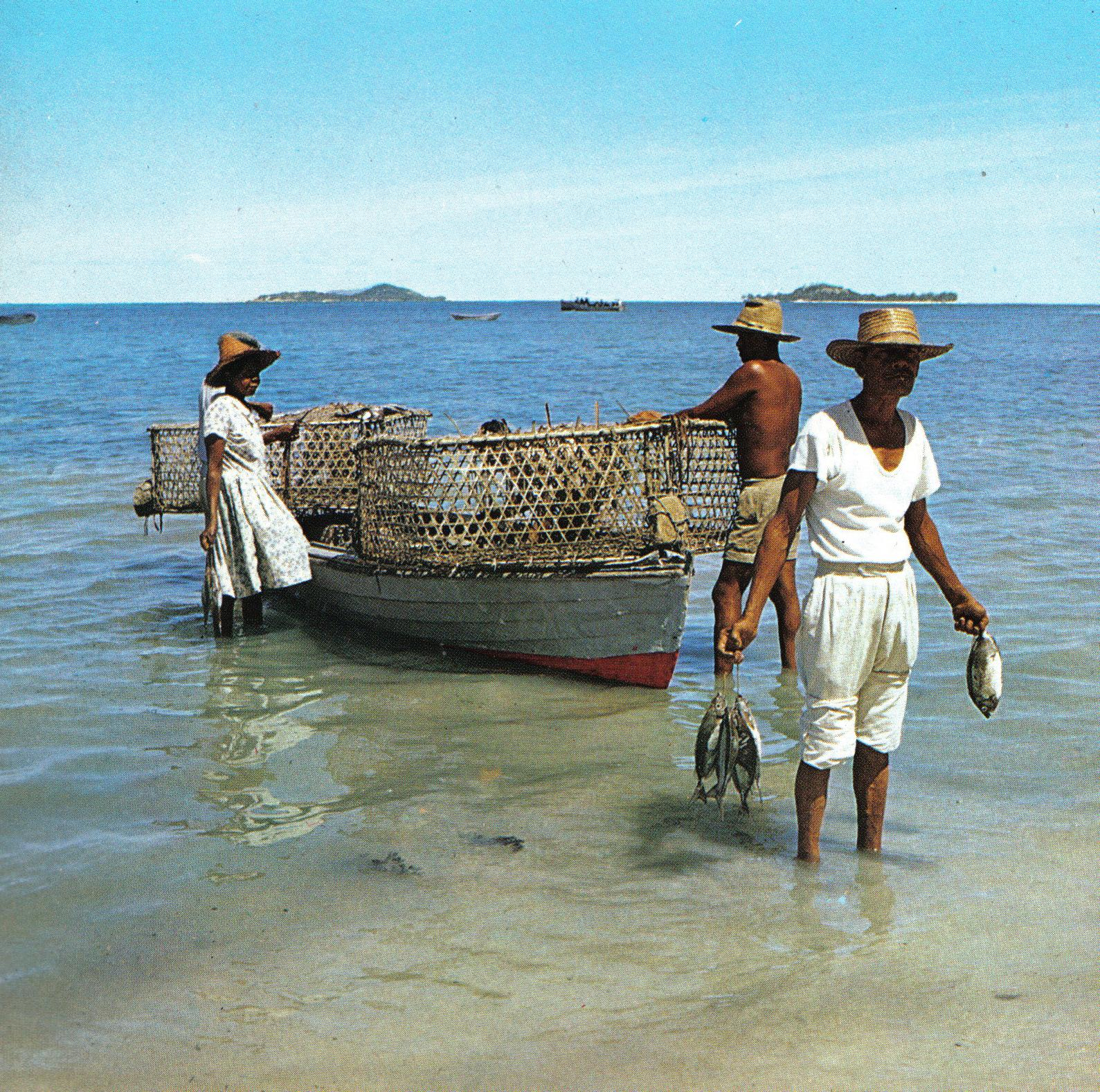
Pêcheur débarquant sa pêche, au début des années 1970

Le tourisme est l'un des secteurs les plus importants de l'économie, représentant au début des années 2000 environ 16,6 % du PIB. L'emploi, les revenus étrangers, la construction, les banques et le commerce sont tous dominés par les industries liées au tourisme. Le tourisme a gagné 631 millions de dollars en 1999-2000. Environ 130 046 touristes ont visité les Seychelles en 2000, dont  80,1 % d'entre eux proviennent de l'Europe (Royaume-Uni, Italie, France, Allemagne et Suisse).
En 2000, la pêche industrielle a dépassé le tourisme en tant que principale source de devises étrangères. La fabrication, la construction et la pêche industrielle, notamment la pêche au thon, représentent environ 28,8 % du PIB. Les revenus augmentent annuellement à partir des droits de licence payés par les chalutiers étrangers pêchant dans les eaux territoriales des Seychelles.
En 1995, les Seychelles ont vu la privatisation de l'usine de conserves de thon des Seychelles, dont 60 % ont été achetées par la société alimentaire américaine Heinz. De même, certaines opérations portuaires ont été privatisées, une tendance qui a été accompagnée par une baisse dans les frais de transbordement et une augmentation de l'efficacité. Dans l'ensemble, cela a déclenché une reprise dans les services portuaires, à la suite de la chute drastique de 2009.

### Fabrication
Les activités industrielles se limitent à de la fabrication à petite échelle, en particulier pour le traitement des produits agricoles et la substitution de certaines importations. L'agriculture (y compris l'exploitation artisanale et forestière), autrefois épine dorsale de l'économie, représente désormais autour de 3 % du PIB.

### Secteur Public
Le secteur public et les entreprises dirigées par l’État dominent l'économie en matière d'emploi et de revenu national brut, et représentent les deux tiers de la force de travail. La consommation publique absorbe plus d'un tiers du PIB.

### La vulnérabilité aux chocs extérieurs
L'économie des Seychelles est extrêmement vulnérable aux chocs extérieurs. Non seulement elle dépend du tourisme, mais elle importe plus de 90 % des besoins primaires et secondaires de sa population. Toute baisse du tourisme se traduit rapidement par une baisse du PIB, une baisse des recettes en devises étrangères et des difficultés budgétaires.

### La croissance économique
La croissance a ralenti en 1998-2001, en raison de la faiblesse des secteurs touristiques et thoniers. En outre, les contrôles stricts sur les taux de change et la rareté des devises étrangères ont entravé les perspectives économiques à court terme. Sur le marché noir, la valeur de la roupie seychelloise se situe aux deux tiers à la moitié du taux de change officiel. Les perspectives de l'époque sont médiocres en raison du ralentissement économique mondial et de la peur engendrée sur le transport par avion à la suite des événements du 11 septembre 2001.
Le tourisme a pourtant repris quelques années plus tard, établissant des records successifs en 2006 et de nouveau en 2007 pour le nombre de visiteurs. La disponibilité accrue des vols à destination et en provenance de l'archipel est due en partie aux nouveaux venus, les compagnies aériennes des Emirates et Qatar Airways. De nouveaux établissements cinq étoiles et la dévaluation de la monnaie de près de 33 % par le gouvernement Seychelles a une influence positive sur le secteur du tourisme ainsi. Tant aux taux de change officiels qu'à la parité de pouvoir d'achat (PPA), les Seychelles restent Le territoire le plus riche d'Afrique en matière de PIB par habitant (9 440,095 $ US aux taux de change réels et 17 560,062 $ US aux estimations PPA 2008).
En raison de la contraction économique (l'économie a diminué d'environ 2 % en 2004 et 2005, et a perdu 1,4 % en 2006 selon le  Fonds monétaire international), le pays a baissé en matière de revenu par habitant. Toutefois, l'économie a rebondi en 2007, en croissance de 5,3 %, en raison en partie du nombre record de touristes et de l'essor des industries du bâtiment et de l'offshore.
En octobre 2008, une nouvelle crise s'est amorcée avec le ralentissement de l'activité touristique, la baisse des revenus de la pêche, et la croissance de la dette publique. À la suite de négociations, le Fonds monétaire international a renforcé son action et a annoncé un plan de sauvegarde de 26 millions de dollars sur deux ans. L'accord sur le dispositif du FMI a été rendu possible par quelques mesures gouvernementales drastiques. Le pays a réduit de 1 800 travailleurs le personnel de son administration, a fait flotter sa monnaie, a levé les contrôles des changes et a vendu les actifs étatiques. À l'époque, la dette extérieure, de 800 millions de dollars du pays, équivalait à près de 175 pour cent de son  produit intérieur brut.
La décision de laisser le libre échange de devises dans le cadre du plan de sauvetage du FMI signifie que les Seychelles sont le plus petit pays au monde qui a une monnaie totalement indépendante - qui n'est ni une monnaie fixe, ni une monnaie étrangère adoptée, ni une monnaie commune utilisée au sein d'une union monétaire plus large.Lorsque la roupie seychelloise a flotté librement le 3 novembre 2008, sa valeur a rapidement chuté de façon spectaculaire, passant de huit par dollar américain à 16, ce qui  a doublé les prix des importations mais a accru l'attractivité touristique du pays . « La roupie s'échangeait à une moyenne de 19,97 euros par euro à midi dans la capitale Victoria, contre 11,3421 la semaine précédente », selon Caroline Abel, à l'époque responsable de l'analyse monétaire et des statistiques à la Banque Centrale des Seychelles. « Elle est passée de 15.58 par dollar, à 8.9090 », précise-t-elle. La récession mondiale et la piraterie dans l'Océan Indien ont frappé les Seychelles en 2009, avec un PIB réduit de 7,5 %. Toutefois, malgré ce contexte, le gouvernement a dépassé ses objectifs budgétaires, avec un excédent primaire de 13,4 % du PIB au cours des neuf premiers mois de 2009 selon le FMI. Les dépenses ont été étroitement contrôlées et les recettes ont bien résisté malgré l'environnement économique difficile.
En mai 2010, une délégation du Fonds monétaire international a visité les Seychelles et a constaté les progrès obtenus. Le chef de la mission, Jean Le Dem, a déclaré en concluant la visite :« L'économie se remet d'une récession. Le PIB réel devrait croître à 4 % en 2010, reflétant principalement un rebond des recettes touristiques. L'inflation sur douze mois, qui a été négative au cours des derniers mois, devrait revenir à environ 1 % d'ici la fin de l'année ». Le pays semble avoir stabilisé sa situation macro-économique après avoir dû faire face à une crise de sa balance des paiements et de son endettement, grâce à des réformes et à la libération des changes,. Début 2015, le Club de Paris, groupe réunissant les principaux pays créanciers, a accepté d’alléger le poids de la dette des Seychelles, pour permettre à ce pays, dont l'évolution économique semble intéressante, de financer aussi un projet de conservation de l’environnement marin et d’adaptation au changement climatique.

### Services Financiers
En plus des marchés du tourisme et de la construction immobilière, les Seychelles ont renouvelé[Quand ?] leur engagement en faveur du développement de leur secteur des services financiers[réf. nécessaire]. Les responsables gouvernementaux et les participants de l'industrie croient[Quand ?] que cela pourrait dépasser l'industrie touristique comme principal pilier de l'économie d'ici 2017. Une loi de 2007[Laquelle ?] sur les fonds communs de placement révisée, la loi sur les valeurs mobilières de 2007[Laquelle ?] et la loi sur les assurances de 2007[Laquelle ?] sont censées être les catalyseurs à l'évolution dans ce domaine[réf. nécessaire].
Bien que les banques étrangères opèrent par succursales aux Seychelles, le gouvernement est propriétaire des deux banques locales[réf. nécessaire] - la Development Bank of Seychelles (Banque de développement des Seychelles), qui mobilise des ressources pour financer des programmes de développement, et la Seychelles Saving Bank, banque d'épargne et de comptes courants. Les Seychelles International Business Authority (SIBA) est chargé de la surveillance de la croissance rapide de l'industrie offshore[réf. nécessaire].
Le pays est considéré par la France, en février 2023, comme étant un paradis fiscal. L'Union européenne l'a inscrit en octobre sur sa liste des pays non coopératifs en matière fiscale.

### Activité offshore de pétrole et de gaz
De nouvelles études détaillées et d'exploration montre que les Seychelles ont potentiellement de grandes ressources de pétrole et de gaz off-shore qui sont encore à découvrir. Cependant, à ce jour, tous les puits d'exploration et de stratigraphie (un total de 9 depuis les années 1970) n'ont pas trouvé d'hydrocarbures commerciaux. Les prospections effectuées parla compagnie britannique  Enterprise Oil en 1995 ont détecté du gaz mais ont échoué à trouver des hydrocarbures. Plusieurs compagnies d'exploration de pétrole et de gaz sont actives au large des Seychelles, dans les eaux territoriales. Entre autres, East African Exploration (EAX) (une filiale d'Afren), Avana Petroleum (une filiale de Vanoil Energy) et WHL Energy.
Au début du millénaire, la Compagnie Pétrolière (SEPEC) seychelloise a commencé à développer la première flotte moderne de pétroliers à double coque (cinq navires), qui a été achevée fin 2007/début 2008. C'est, pour le président des Seychelles James Michel, la voie à une nouvelle industrie, réduisant encore la dépendance excessive envers les métiers traditionnels comme la pêche et le tourisme,.

## Chiffres-clés
Principales sources : les statistiques du FMI, et de la CIA.
PIB:

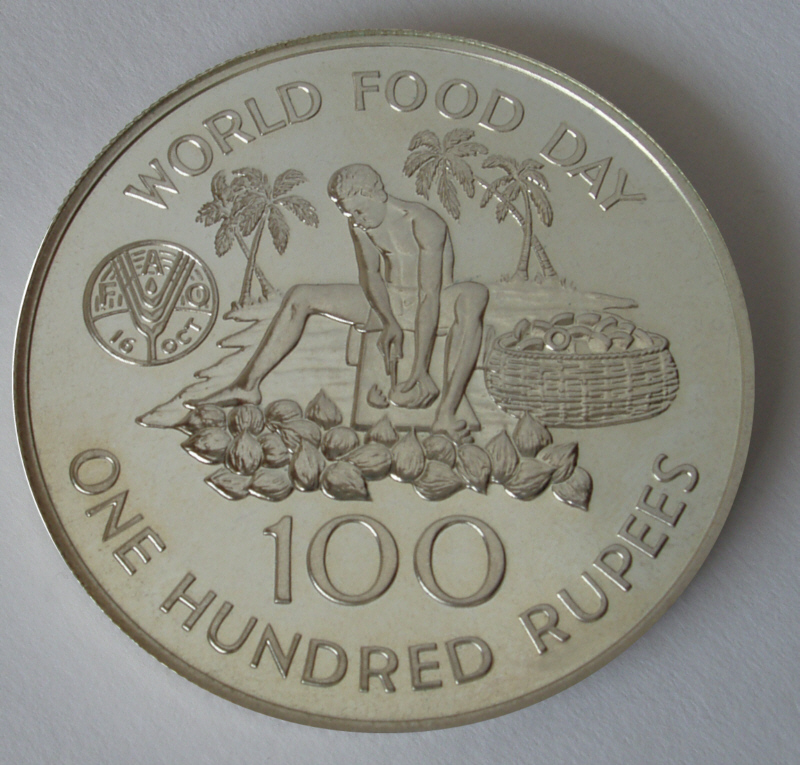
100 roupies seychelloises en 1981 (pile)

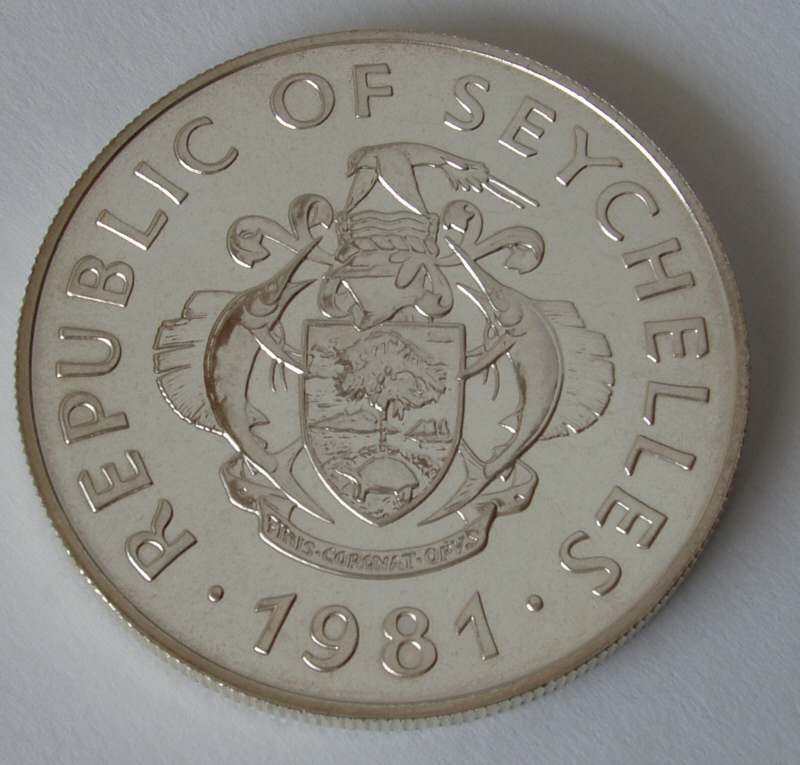
100 roupies seychelloises en 1981 (face)

- Au taux de change officiel : 1,590 milliards de dollars (2018)
- À la Parité de pouvoir d'achat : 2,75 milliards de dollars (2017)

PIB - taux de croissance réel: +5,3 % (2017)
PIB par habitant:
- Au taux de change officiel - $16 434 (2018)
- À la parité de pouvoir d'achat - $29 300 (2017)

PIB - composition par secteur:
- Agriculture: 2,5 %
- Industrie: 13,8 %
- Services: 83,7 % (estimation de 2017)

Population en dessous du seuil de pauvreté: % non significatif.
Taux d'inflation (prix à la consommation): 2,9 % (2017)
Main-d'œuvre: 47 210 (2017)
Main-d'œuvre par métier:
- Services: 74 %, industrie: 23 %, agriculture: 3 % (2006).
- Services: 57 %, industrie: 19 %, administration 14 %, pêche, agriculture et forêt: 10 % (1989)

Taux de chômage: 3 % (estimation 2017)
Budget:
- Revenus: 593,4 millions $ de dollars
- Dépenses: 600,7 millions $ de dollars (2017 estimation)

Industries:
Pêche, tourisme, transformation de la noix de coco et de la vanille, de la fibre de coco, corderie, construction navale, impression, meubles, boissons
La production industrielle taux de croissance: 2,3 % (2017 estimation)
Agriculture - produits: noix de coco, cannelle, vanille, patates douces, manioc (tapioca), bananes; volaille; thon
Exportations: 564,8 millions $ (2017)
Produits de base exportés: : thon en conserve, poisson congelé, cannelle, coprah, pétrole (réexportations). À compter de 2013, les principaux produits d'exportation deviennent le poisson transformé (60 %) et le poisson congelé (22 %).
Exportations - partenaires:
- Emirats Arabes Unis 28,5 %, France 24 %, Royaume-Uni 13,5 %, Italie 8,9 %, Allemagne 4,6 % (2017)

Importations: 1,155 milliard de dollars (2017)
Les importations de produits de base: machines et équipement, produits alimentaires, produits pétroliers
Importations - partenaires: Emirats Arabes Unis 13,4 %, France 9,4 %, Espagne 5,7 %, Afrique du Sud 5 % (2017)
La dette externe:2,559 milliard de dollars (2017)
L'aide économique - destinataire:16,4 millions de dollars (1995)
Monnaie:1 roupie des Seychelles (SCR ou SRe) = 100 cents
Taux de change:
- Roupies des Seychelles (SCR) par US$1 – 13,64 (2017), 11,85 (mai 2010), 16,7 (février 2009), 8,0 (2008)
- Roupies des Seychelles (SCR) par Livre Sterling £1 -- 17,50 (mai 2010), 24,11 (février 2009)
- Roupies des Seychelles (SCR) par euro (€1 -- 15,04 (mai 2010), 21,55 (février 2009)

Exercice: calendrier de l'année